# Les Décombres
Les Décombres, écrit de juillet 1940 à mai 1942 entre Moras-en-Valloire, Vichy et Neuilly-sur-Seine, est un pamphlet antisémite et collaborationniste de Lucien Rebatet, écrivain et critique de cinéma, publié à l'été 1942 aux éditions Denoël. Il est souvent qualifié de « best-seller de l'Occupation ».

## Description
Lucien Rebatet y expose sa critique du maurrassisme et son soutien au national-socialisme allemand, il vilipende les juifs et notamment Henri Bergson, Heinrich Heine, Julien Benda, Chaïm Soutine, Darius Milhaud, « ces bêtes malfaisantes, impures, portant sur elles les germes de tous les fléaux » et les politiciens de la IIIe République qu'il désigne comme les responsables de la ruine de la France.
Les Décombres se distingue par son ton particulièrement polémique. Rebatet y attaque ainsi violemment l'Action française, au journal de laquelle il avait collaboré à ses débuts, rebaptisée « Inaction française », et notamment son chef, Charles Maurras, qu'il qualifie de « faux fasciste ». L'historien Jacques Bainville est de même écorné au passage pour ses positions antihitlériennes ; Rebatet rappelle par ailleurs que le livre de Bainville Les Dictateurs a été aux trois quarts écrit par des nègres, dont sans doute Robert Brasillach pour la partie consacrée à l'Italie et à l'Espagne, et lui-même pour les Soviets et le Portugal. Il attaque également avec violence le régime de Vichy, dont il constate, alors qu'il y travaille, que Radio Vichy se révèle souvent antigermaniste, voire largement pro-gaulliste, au point par exemple de se voir interdire l'usage du qualificatif de « général félon » pour désigner Charles de Gaulle ou de se voir reprocher de trop parler des victoires allemandes et trop peu des succès de la Résistance. C'est ce dégoût qui l'aurait incité à démissionner pour gagner la France occupée, peu après son ami Alain Laubreaux.
Malgré sa violence, ce livre constitue un témoignage historique sur la collaboration et le fascisme en France.
Le livre est dédié : « À ma mère. Aux amis qui me restent ».

## Composition
Le livre comprend six parties numérotées et une conclusion :
1. Entre Maurras et Hitler : L'auteur évoque la montée du nazisme, ses souvenirs de soldat en Rhénanie, le 6 février 1934 et le Front Populaire. Il reprend un récit chronologique en septembre 1938 avec la crise des Sudètes et des accords de Munich. Il critique l'Action Française et de Charles Maurras tout en reconnaissant sa filiation avec le mouvement. Il vitupère contre la diplomatie française qui suit aveuglément l'Angleterre, alors que selon lui le pays aurait eu intérêt à traiter avec l'Allemagne.
2. Le Camp des pitres : Le chapitre commence en août 1939 avec la crise de Danzig et s'achève en novembre 1939 par l'attaque de la Finlande par l'Armée rouge.
3. L'Alpin : L'auteur raconte sa mobilisation tardive dans l'infanterie alpine près de Romans. Il décrit des soldats de réserve manquant d'équipement, quasiment livrés à eux-mêmes et ne s'entraînant pas.
4. Ceux du S.R. : Rebatet poursuit son récit de la drôle de guerre en avril 1940, lorsqu'il est muté au Cinquième Bureau, service du renseignement militaire, chargé du recueil du renseignement (le Deuxième Bureau l'exploitant). Il brosse un portrait au vitriol des cadres de l'armée, décrivant leur stupeur et leur panique lors de l'invasion de la Belgique et des Pays-Bas en mai 1940. Il raconte également l'arrestation d'Alain Laubreaux et de Charles Lesca sur ordre de Georges Mandel et sa crainte de subir le même sort.
5. Jusqu'au bout : Alors qu'au début du mois de juin 1940, les premiers soldats français battant en retraite arrivent à Paris, l'auteur est réaffecté au Deuxième centre d'organisation automobile de l'armée. Le 9 juin, son groupe évacue Chambourcy devant l'avancée ennemie. Il évoque l'exode vers le Sud-Ouest et apprend en chemin l'épisode de Dunkerque et l'entrée des Allemands à Paris. Le chapitre se clôt avec l'armistice du 22 juin 1940.
6. La France Vichyssoise : Rebatet passe le mois de juillet 1940 dans son village natal, avant de gagner Vichy au mois d'août 1940. Il constate rapidement que les groupes d'intérêt qu'il haïssait (armée, clergé, parlementaires, capitalistes) se reconstituent à Vichy autour du maréchal Pétain et que les positions fascistes de Je suis partout sont indésirables. En octobre 1940, il regagne Paris où Alain Laubreaux et Charles Lesca sont libres.

L'auteur achève son livre avec une conclusion intitulée Petite méditation sur quelques grands thèmes dans laquelle il pousse à outrance ses opinions sur le clergé, l'armée, les Juifs, l'Angleterre, la Révolution nationale, Édouard Daladier, Paul Reynaud, Maxime Weygand. Il termine en raillant ses contemporains qui attendent d'être libérés par des forces étrangères, selon lui ennemies de leurs intérêts. Il reconnaît les difficultés d'une révolution fasciste purement française, mais l'appelle néanmoins de ses vœux.

## Réaction de Charles Maurras
Dans le numéro d'Action française du 11 septembre 1942, Maurras commente l’œuvre de Rebatet comme « un gros crachat de 664 pages produit d'un cacographe maniaque, nabot impulsif et malsain ». L'écrivain royaliste a en effet déclaré auparavant ne pas apprécier les collaborationnistes pro-allemands : « Je ne reverrai jamais les gens qui admettent de faire des tractations avec les Allemands » disait-il à propos de Brasillach en mars 1941.

## Ventes et rééditions
Ce livre fut un livre à succès durant l'Occupation, souvent qualifié de « best-seller de l'Occupation » : tiré à environ 65 000 exemplaires (qui comprend aussi un rare tirage de tête de 50 exemplaires imprimés sur vergé blanc de Rives), la commande atteignait en réalité le chiffre de 200 000, mais ne put être satisfaite à cause de la pénurie de papier. Cette publication relança la maison Denoël en lui apportant de confortables revenus. Il a été réédité (expurgé de 125 de ses pages les plus antisémites) par Jean-Jacques Pauvert en 1976 sous le titre Mémoires d'un fasciste (deux tomes : le tome 1 reprend Les Décombres, le tome 2 en est la suite), puis en 2005 par les Éditions de La Reconquête, en 2006 par les Éditions de l'Homme libre.
En 2015 paraît une édition critique annotée par Bénédicte Vergez-Chaignon aux Éditions Robert Laffont dans la collection « Bouquins » sous le titre Le dossier Rebatet. Cette dernière réédition, préfacée par Pascal Ory, replace l'ouvrage dans son contexte historique, propose de nombreuses notes explicatives ainsi qu'une longue suite inédite rédigée par l'auteur en prison. Elle connaît également un vif succès : les 5 000 exemplaires imprimés sont écoulés dès le jour de la sortie, le 7 octobre 2015. Les Éditions Robert Laffont lancent alors une réimpression de 3 000 exemplaires supplémentaires pour faire face à la demande.